# Algol
Algol (β Per, Beta Persei) je jasná hvězda v souhvězdí Persea. Patří mezi nejznámější zákrytové proměnné hvězdy a současně je jednou z prvních objevených proměnných hvězd. Jeho zdánlivá hvězdná velikost se pravidelně mění od 2,3m do 3,5m v periodě 2 dní, 20 hodin a 49 minut. Algol tvoří trojitou spektroskopickou soustavu s periodami 2,867 dne a 1,783 roku. Na obloze ve vzdálenosti 82" od sebe má průvodce, hvězdu zdánlivé jasnosti 10,5m. Soustava je vzdálená od Země přibližně 93 světelných let.
Algol je nejznámější hvězdou souhvězdí Persea. Jeho název pochází z arabského Rás al Ghúl, „hlava démona“. Další názvy jsou El Ghoul, Gorgona, Gorgonea Prima nebo Ďábelská hvězda. V starých hvězdných mapách bývá zobrazená jako hlava Medúzy v Perseově ruce. Je to možná nejznámější zákrytová proměnná hvězda vůbec.

## Základní údaje
- Hvězdná velikost: 2,3m až 3,5m
- Vzdálenost: 93 světelných let
- Perioda změn jasnosti: 2 dny, 20 hodin, 49 minut
- Typ soustavy: trojitá spektroskopická soustava
- Hlavní složka: Spektrální typ B8V, teplota 9200 K
- Druhý člen: K0IV (oranžový podobr), teplota 4500 K
- Třetí člen: A5V, teplota 8500 K
- Hmotnosti: 3,59/0,79/1,67 M☉

## Mýtus a historie
Název Algol pochází z arabského výrazu Rás al Ghúl („Hlava démona“). Hvězda je spojována s řeckou mytologií, kde představuje hlavu Medúzy, kterou drží Perseus. Tento obraz hvězdy se často objevoval v starověkých hvězdných mapách.